# Ulica Świętych Cyryla i Metodego w Warszawie
Ulica Świętych Cyryla i Metodego – ulica w dzielnicy Praga-Północ w Warszawie.

## Historia
Ulica powstała około 1868 wraz z budową soboru metropolitalnego Świętej Równej Apostołom Marii Magdaleny przy ówczesnej ulicy Zygmuntowskiej (obecnie aleja „Solidarności” 52). Zieleniec otaczający świątynię od północy miała ograniczać ulica upamiętniająca świętych Cyryla i Metodego − pochodzących z Salonik misjonarzy wschodniego chrześcijaństwa z IX wieku. W 1871 cerkiew została rozbudowana o plebanię stojąca frontem do ul. Zygmuntowskiej, której tylne zabudowania długo stanowiły jedyną zabudowę ulicy. Przeciwną stronę ulicy zajmowały tereny należące do armii rosyjskiej, m.in. na wysokości cerkwi wytyczono plac apelowy otoczony drewnianymi barakami koszar.
W latach 1927–1930 pod nr 4 wzniesiono budynek z przeznaczeniem na internat studentów Studium Teologii Prawosławnej Uniwersytetu Warszawskiego. Jesienią 1944 został zajęty przez Ministerstwo Bezpieczeństwa Publicznego i stał się miejscem przesłuchań i tortur żołnierzy Polski Podziemnej, co upamiętnia tablica umieszczona na fasadzie budynku. Z tego okresu pochodzi także popularne powiedzenie: Cyryl jak Cyryl, ale te metody... Później w budynku mieściła się Komenda MO Dzielnicy Praga-Północ, a następnie VI Komenda Rejonowa Policji. Budynek zwrócono Cerkwi w lutym 2010. Stał się siedzibą Centrum Kultury Prawosławnej, w którym powstała m.in. kaplica akademicka świętych Cyryla i Metodego oraz ekspozycja stała Muzeum Warszawskiej Metropolii Prawosławnej.
Pierwszego dnia powstania warszawskiego, 1 sierpnia 1944, Niemcy zamordowali na ulicy 17 cywilów, co upamiętnia tablica pamiątkowa Tchorka umieszczona na murze pod nr 4.
Po 1945 roku ulicę skrócono w związku z poszerzeniem północnego odcinka ul. Targowej. Przy nieparzystej (północnej) stronie ulicy w latach 1948−1952 na dawnych terenach wojskowych powstało osiedle Praga I, zaprojektowane przez Szymona Syrkusa i jego żonę Helenę Syrkus. Było to pierwsze osiedle mieszkaniowe wybudowane na prawym brzegu Wisły po roku 1945. Niskie budynki otrzymały staranne opracowanie oraz wysoki poziom estetyczny. W latach 1960−1966 zabudowę osiedla dogęszczono wysokimi budynkami, psując efekt wizualny założenia.

## Ważniejsze obiekty
- Muzeum Warszawskiej Metropolii Prawosławnej
- Kaplica świętych Cyryla i Metodego